# Melnîkî-Riciîțki, Ratne
Melnîkî-Riciîțki (în ucraineană Мельники-Річицькі) este un sat în comuna Riciîțea din raionul Ratne, regiunea Volînia, Ucraina.

## Demografie
Componența lingvistică a localității Melnîkî-Riciîțki
     Ucraineană (99,13%)
     Alte limbi (0,74%)
Conform recensământului din 2001, majoritatea populației localității Melnîkî-Riciîțki era vorbitoare de ucraineană (99,13%), existând în minoritate și vorbitori de alte limbi.